# Test de flamme

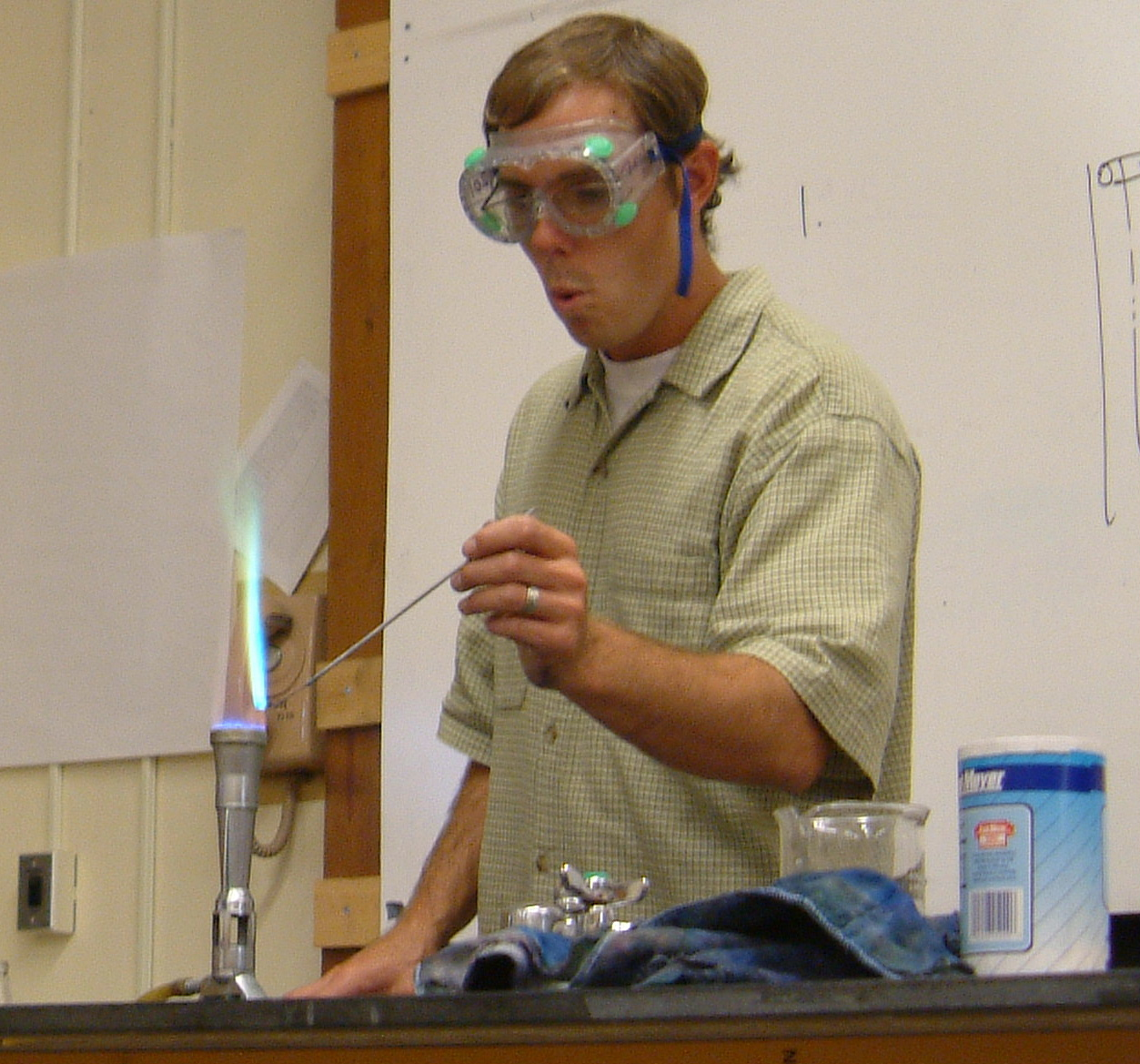
Un test de flamme réalisé avec un halogénure de cuivre. La flamme prend une couleur bleu-vert caractéristique.

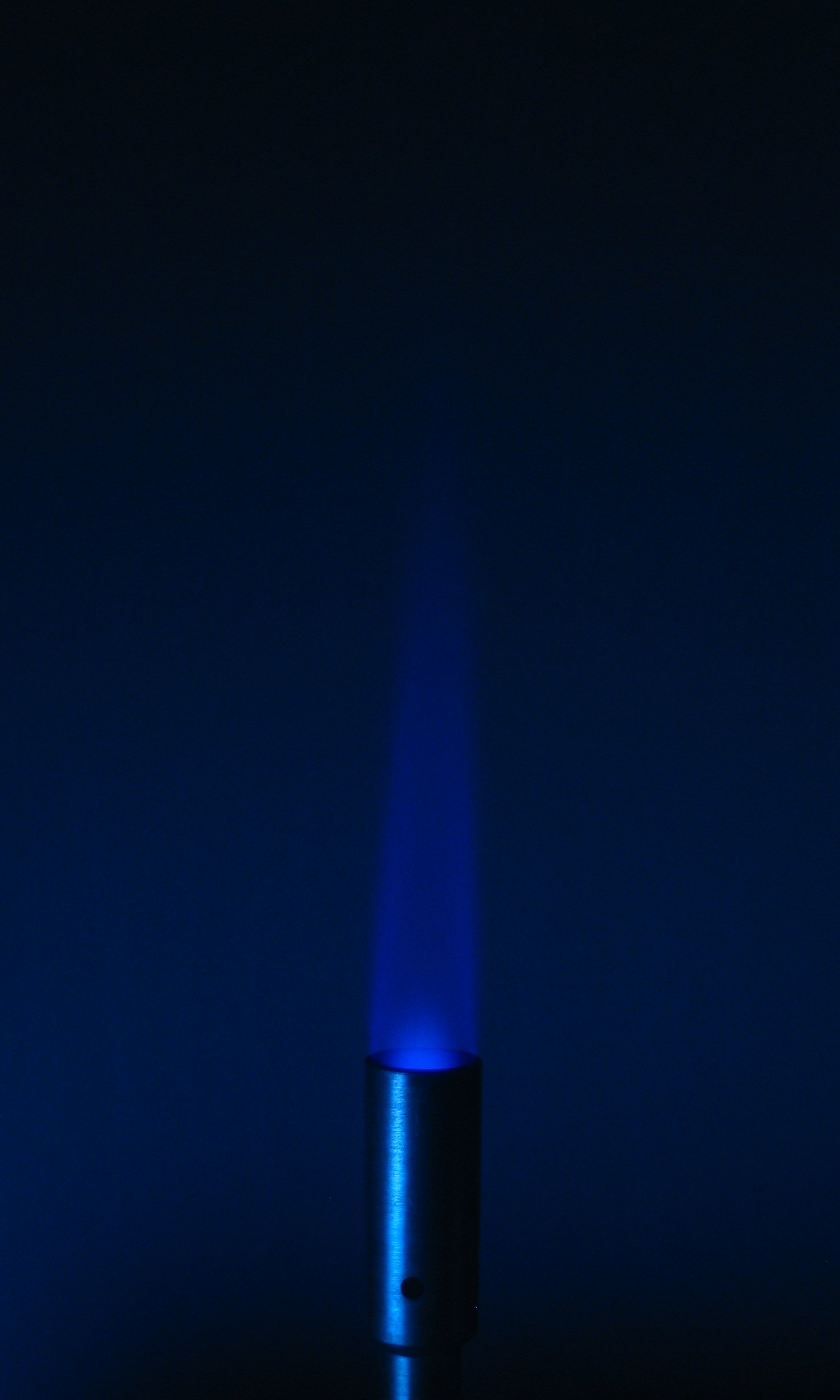
Flamme de gaz vue à travers une vitre de cobalt.

Un test de flamme, appelé aussi test à la flamme, est un procédé utilisé en chimie pour détecter la présence de certains ions métalliques, basé sur les caractéristiques des spectres d'émission de chaque élément. En général, la couleur des flammes dépend également de la température.
Le test consiste à introduire un échantillon de l'élément ou du composé à analyser dans une flamme, non lumineuse et à haute température, puis à observer la couleur qu'on obtient. L'échantillon est d'habitude porté par un fil de platine préalablement nettoyé plusieurs fois à l'acide chlorhydrique pour éliminer les traces des anciennes analyses. Il faut faire différents essais en changeant de flamme, pour être sûr de la couleur obtenue et pour vérifier que la flamme n'est pas « contaminée ». Il existe des alternatives, comme l'utilisation de baguettes de bois par certains étudiants, parce qu'elles sont peu onéreuses et qu'il est possible d'y faire sécher une solution. Il faut veiller à ne pas approcher la baguette près de la flamme trop longtemps pour éviter sa combustion. L'utilisation de coton tige ou de mousse de mélamine a également été suggérée comme support. Le nichrome peut aussi être employé à la place du platine. Par ailleurs, le sodium est un composé courant et contaminant dont le spectre tend à dominer tous les autres. Pour pallier ce problème, il est courant d'observer la flamme à travers une vitre de cobalt, qui permet de filtrer le jaune dû au sodium résiduel et ainsi mieux observer l'effet des autres ions métalliques.
Le test de flamme est rapide et facile à réaliser, et il ne nécessite que du matériel courant dans un laboratoire de chimie. Cependant la plage d'éléments détectée est étroite et les résultats dépendent des observations subjectives de l'expérimentateur. Certains éléments peu concentrés sont difficiles à détecter, tandis que d'autres donnent un signal peu facile à interpréter. Bien que le test de flamme ne donne que des résultats qualitatifs, il est possible d'obtenir des résultats quantitatifs en utilisant des méthodes liées telles que la photométrie de flamme ou la spectrophotométrie d'émission de flamme.

## Éléments courants
La couleur de la flamme est liée à la désexcitation des électrons, excités thermiquement, sous forme de radiation dont la longueur d'onde dépend en partie des « sauts » d'électrons possibles et donc de la structure électronique de l'élément chimique considéré. Ci-dessous est répertoriée la couleur obtenue pour quelques éléments.
| Symbole | Nom                       | Couleur            | Image |
| ------- | ------------------------- | ------------------ | ----- |
| As      | Arsenic                   | Bleu               |       |
| B       | Bore                      | Vert brillant      |       |
| Ba      | Baryum                    | Vert pomme ou pâle |       |
| Ca      | Calcium                   | Rouge brique       |       |
| Cs      | Césium                    | Bleu-violet        |       |
| Cu(I)   | Cuivre(I)                 | Bleu               |       |
| Cu(II)  | Cuivre(II) (non-halogéné) | Vert               |       |
| Cu(II)  | Cuivre(II) (halogéné)     | Bleu vert          |       |
| Fe      | Fer                       | Or                 |       |
| In      | Indium                    | Bleu               |       |
| K       | Potassium                 | Violet             |       |
| Li      | Lithium                   | Rouge              |       |
| Mn(II)  | Manganèse(II)             | Vert jaune         |       |
| Mg      | Magnésium                 | Incolore           |       |
| Mo      | Molybdène                 | Vert jaune         |       |
| Na      | Sodium                    | Jaune intense      |       |
| P       | Phosphore                 | Turquoise          |       |
| Pb      | Plomb                     | Bleu/Blanc         |       |
| Rb      | Rubidium                  | Rouge-violet       |       |
| Sb      | Antimoine                 | Vert pâle          |       |
| Se      | Sélénium                  | Bleu azur          |       |
| Sr      | Strontium                 | Rouge              |       |
| Te      | Tellure                   | Vert pâle          |       |
| Tl      | Thallium                  | Vert               |       |
| Zn      | Zinc                      | Bleu-vert          |       |

## Utilisation dans l’industrie
Ces tests de flamme sont parfois utilisés dans l'industrie :
- identification des polymères, certains d'entre eux ont une combustion caractéristique ;
- analyse de sels métalliques.